# Kampus Pierre-et-Marie-Curie (Jussieu)
Kampus Pierre-et-Marie-Curie (dříve Kampus Jussieu) je univerzitní kampus v Paříži v 5. obvodu, který byl budován od roku 1958 a byl určen pro pařížské univerzity přírodních věd. Po přesunu Univerzity Paříž VII do čtvrti Paris Rive Gauche je dnes hlavním sídlem pouze Univerzity Paříž VI (od roku 2018 Sorbonne Université). Autorem projektu byl architekt Édouard Albert. Od 90. let byly budovy kampusu rekonstruovány, aby byl odstraněn azbest použitý při jejich výstavbě. Ačkoliv se areál nazývá kampusem, jedná se především o školní budovy s učebnami, posluchárnami, laboratořemi, knihovnami, kancelářemi a služebními byty. Koleje pro ubytování studentů se zde nenacházejí. Kampus nese od roku 2019 jméno manželů Pierra Curie a Marie Curie, do té doby se nazýval podle francouzské rodiny Jussieu, ze které v 17.–19. století vzešlo několik botaniků.

## Historie
V roce 1109 francouzský teolog a filozof Vilém z Champeaux (1070–1121) v místě založil klášter Saint-Victor, který se stal významným intelektuálním duchovním centrem, kde se učila rétorika, hudba, gramatika, dialektika, astronomie či geometrie. Na konci středověku intelektuální centrum zaniklo na úkor specializovaných škol. Po Velké francouzské revoluci, kdy byl klášter zrušen, byla na jeho místě postavena tržnice s vínem.

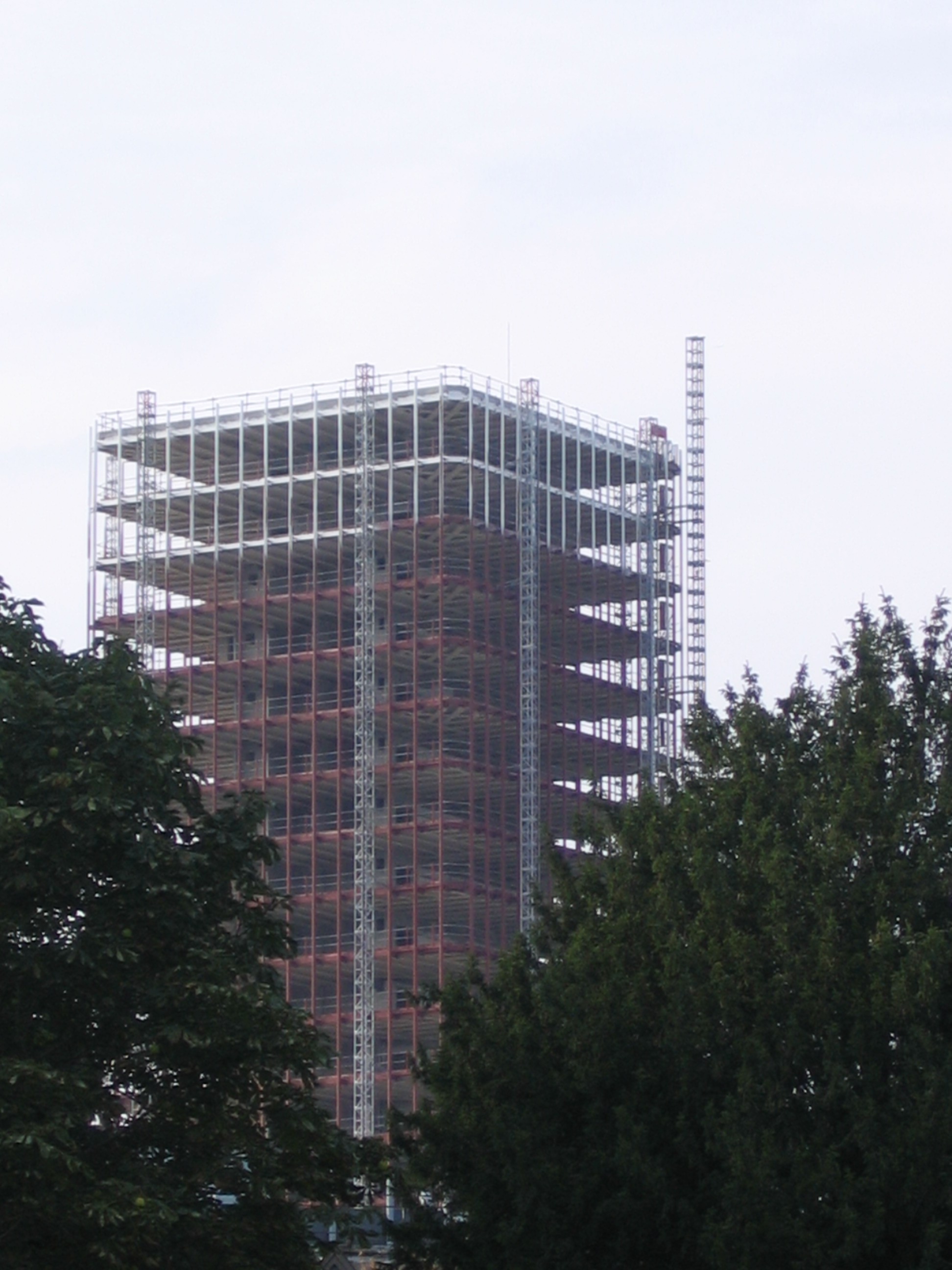
Tour Zamansky při přestavbě (2007)

Kampus Jussieu byl jedním ze tří míst určených pro fakultu přírodních věd, které se nedostával prostor v budově Sorbonny. Po druhé světové válce byl postaven kampus ve městě Orsay jihozápadně od Paříže a o 10 let později byla zahájena stavba kampusu na místě bývalé tržnice s vínem, kterou nahradily sklady ve čtvrti Bercy. První fáze výstavby začala v roce 1958 a skončila roku 1961, školní areál byl slavnostně otevřen v roce 1959. Druhá fáze výstavby probíhala v letech 1964-1968, ale zůstala nedokončena. Původní projekt byl opuštěn v roce 1972 pro nedostatek finančních prostředků. Navíc dnes kampus využívá 30 000 studentů, ačkoliv projekt počítal původně jen s 20 000 studenty. V roce 1971 vznikly z katedry přírodních věd univerzity Paříž VI a Paříž VII, které se o kampus dělily.
Při výstavbě byl jako ochrana proti ohni použit ve velké míře azbest, který musel být posléze kvůli své toxicitě odstraněn. Postupná přestavba začala v roce 1996 a s ní bylo rozhodnuto přesunout Univerzitu Paříž VII na jiné místo. K přestěhování došlo v roce 2007, kdy univerzita přesídlila do nového kampusu ve čtvrti Paris Rive Gauche. Práce na odstraňování azbestu nejsou ještě zcela u konce a v plánu je dokončení až v roce 2014. Během přestavby bylo přistavěno i několik nových budov.

Plán kampusu s vyznačením postupných dostaveb

## Architektura
Autorem kampusu byl architekt Édouard Albert (1910-1968), který se inspiroval půdorysem paláce El Escorial u Madridu. Pětipatrové budovy obklopují čtvercová nádvoří, která vytvářejí strukturu mříže. Z areálu vyčnívá mrakodrap Tour Zamansky, který slouží jako správní sídlo univerzity. Vzhledem k omezeným financím mají budovy jednoduchý vzhled typický pro panelovou architekturu 60. let. Monolitické a opakující se budovy nepůsobí příjemným dojmem a je zde obtížná orientace. Budovy stojící na pilotech na jednu stranu umožňují snadnou průchodnost areálem, na druhou stranu ale vítr, který vane pod budovami, se Venturiho efektem silně zrychluje. Pohyb v podchodech domů je mnohdy znesnadněn také tím, že z bezpečnostních důvodů jsou některé uzavřeny, což dále komplikuje orientaci a pohyb po areálu.
Rovněž místnosti v nižších patrech mají málo přirozeného světla. Kromě těchto nedostatků trpí kampus i dalšími neduhy jako graffiti a vandalismus, neboť i přes ochranné ploty a zdi je areál zvenčí snadno přístupný. Také nedostatek financí a nedostatečná koordinace při řízení kampusu rovněž přispěly ke zhoršení architektury, kdy byly přidány různé přístavby a nástavby, které rozostřily původní ucelený koncept.
Architekt Jean Nouvel, který byl v roce 2000 pověřen zhodnotit budoucnost areálu, definoval špatné podmínky studentského života v Jussieu a navrhl vytvořit v okolí obytné prostory usazené v parku podle vzoru jiných velkých městských kampusů jako mají Kolumbijská univerzita, University College London aj.